# Gerbera jamesonii

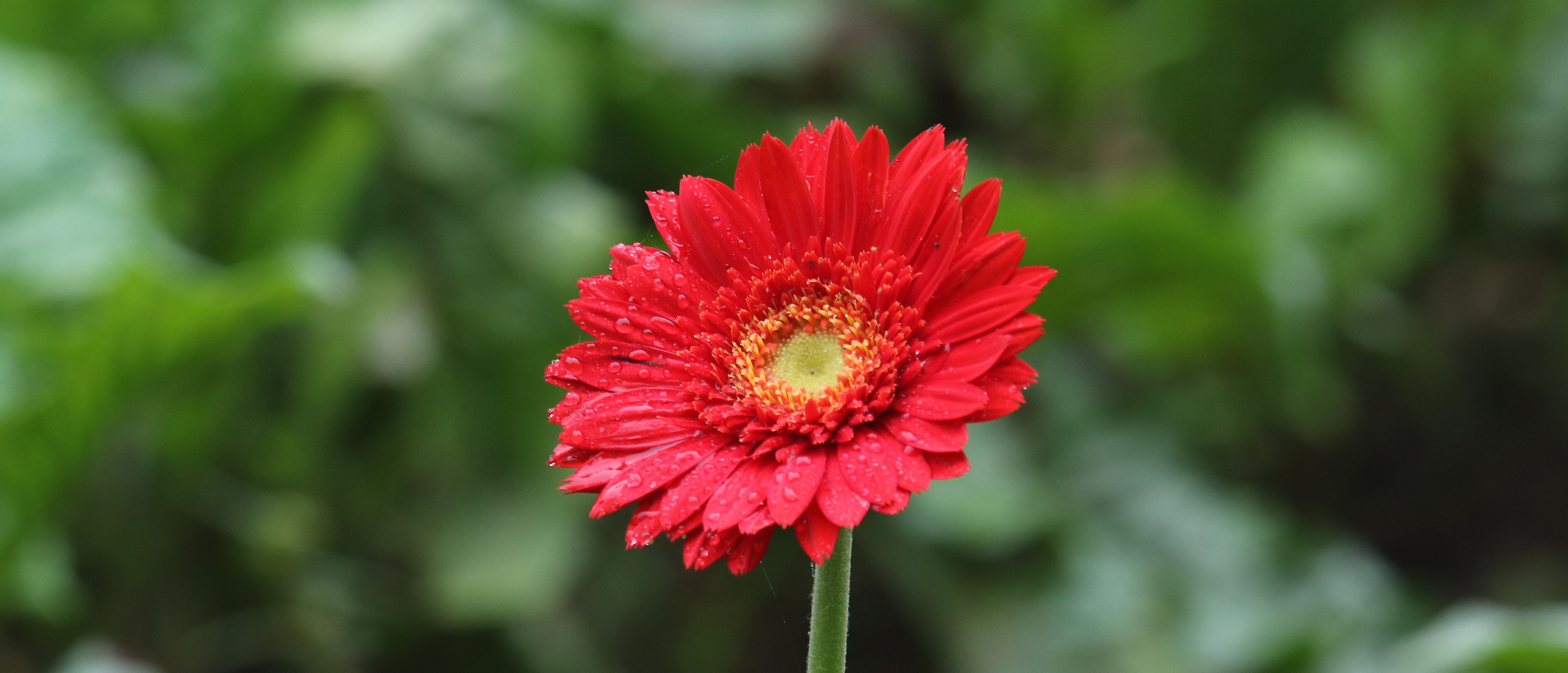
Cúc Đồng Tiền

Cúc đồng tiền (danh pháp khoa học: Gerbera jamesonii) là một loài thực vật có hoa trong họ Cúc. Loài này được Bolus ex Hook.f. mô tả khoa học đầu tiên năm 1889.